# Marius Tomozei
Marius Ionuț Tomozei (n. 9 septembrie 1990, București, România) este un fotbalist român retras din activitate, care a jucat pe post de fundaș la echipe ca Chimia Râmnicu Vâlcea, Voința Snagov și UTA Arad.